# Football Saddle
Football Saddle är ett bergspass i Antarktis. Det ligger i Östantarktis. Nya Zeeland gör anspråk på området. Football Saddle ligger 700 meter över havet.
Terrängen runt Football Saddle är kuperad åt sydväst, men åt nordost är den bergig. Trakten är obefolkad. Det finns inga samhällen i närheten.